# ハナ・マシュコヴァー
ハナ・マシュコヴァー（Hana Mašková、1949年9月26日 - 1972年3月31日）は、チェコスロバキア、プラハ出身の女性フィギュアスケート選手。1968年グルノーブルオリンピック女子シングル銅メダリスト。1968年ヨーロッパフィギュアスケート選手権優勝。

## 経歴
- 1964年インスブルックオリンピックに出場し15位。
- 1968年ヨーロッパフィギュアスケート選手権で優勝。同年のグルノーブルオリンピックで銅メダルを獲得。
- 1969年をアマチュア引退し、プロスケーターとして活動。
- 1972年3月31日、交通事故により死去。

## 主な戦績
| 大会/年      | 1962-63 | 1963-64 | 1964-65 | 1965-66 | 1966-67 | 1967-68 | 1968-69 |
| ------------ | ------- | ------- | ------- | ------- | ------- | ------- | ------- |
| オリンピック |         | 15      |         |         |         | 3       |         |
| 世界選手権   |         | 16      | 13      | 6       | 3       | 3       | 棄権    |
| 欧州選手権   | 15      |         | 7       | 4       | 2       | 1       | 2       |